# Освітня асамблея
«Освітня асамблея» — громадська організація, що здійснює навчально-просвітницьку діяльність. Головні завдання: просвітництво, навчання молоді відповідати на сучасні виклики, підвищення рівня актуальності України та українців у світі. Волонтери проводять лекції з провідними експертами у різних галузях суспільного життя, науковцями, учасниками бойових дій на Сході України. Щоденно на своїх сторінках у соціальних мережах публікують дописи, які сприяють саморозвитку, згадують важливі історичні події та досягнення українців у світі.

## Історія
Ініціатива розпочала свою діяльність 3 лютого 2015 року у м. Київ. За роки існування проведено понад 820 заходів, які відвідали більш як 20 000 слухачів. Основні формати проведених заходів: лекції, семінари, розмовні курси, дискусійні клуби, майстер-класи, всеукраїнські та міжнародні семінари.
Із самого початку існування Освітня асамблея проводила заходи виключно у форматі зустрічей та спілкування аудиторії з лектором наживо, маючи на меті також бути простором для нетворкінгу та нових знайомств. Організація опинилася в скруті у зв’язку з введенням карантинних заходів після початку пандемії коронавірусу, але провела реорганізацію Тепер Освітня асамблея проводить лекції у форматі онлайн-трансляцій на різних платформах. До ефірів долучаються глядачі з різних міст України, а також жителі інших країн світу. У заходах беруть участь слухачі незалежно від віку, статі та матеріального стану чи політичних поглядів.
У 2020 році Освітня асамблея потрапила у ТОП-100 найкращих громадських організацій Києва.

## Місія
У своєму промо-ролику та на сайті «Освітньої асамблеї» зазначають таку місію організації:
«В освіті ми бачимо шлях у майбутнє!
Інколи доступ до знань коштує дорого. Хтось це робить нудно. Часто слухач обмежений застарілими державними програмами. Ми хочемо забезпечити кожному можливість для розвитку.
Наша мета — організація доступних кожному альтернативних освітніх осередків.
Команда „Освітньої асамблеї“ постійно експериментує. У своїй роботі волонтери застосовують різні методики викладання від кваліфікованих фахівців...

Бо ми переконані: суспільство майбутнього має бути розумним!»

## Напрямки діяльності
«Освітня асамблея» проводить різнопланові заходи на широкий спектр тем, але загалом її діяльність можна розділити на кілька напрямків:
1. Наукові: лекції про космос, футурологію, фізику тощо.
2. Аналітичні: лекції на теми журналістики, юриспруденції, доступу до інформації тощо.
3. Розвиток soft-skills: тренінги з ораторської майстерності, критичного мислення, комунікації.
4. Інформаційна безпека: лекції та семінари з кібербезпеки, протидії пропаганді та інформаційним атакам.
5. Національна ідентичність: лекції про історію, сучасність та майбутнє України та українського народу.
6. Допомога бійцям АТО: формування позитивного образу, психологічна та соціальна реабілітація, професійна підготовка та сприяння розвитку організацій ветеранів АТО/ООС.[5]

## Діяльність
Станом на 3 лютого 2017 року (друга річниця діяльності «Освітньої асамблеї»), проведено 203 заходи, які відвідали понад 6500 осіб.

##### 2015 рік:
- проведення лекцій, семінарів в «Освітній асамблеї».
- проведення зустрічі з «Кіборги. Філософія війни», учасниками якої стали понад 300 слухачів.
- початок співпраці з відділом національно-патріотичного виховання Міністерства молоді та спорту України.

##### 2016 рік:
- Курс «Журналістські розслідування» від провідних журналістів розслідувачів «Слідство.Інфо», програми «Схеми» та інших фахівців.
- Курс помічника народного депутата, що став одним з перших некомерційних курсів. Усі випускники, що дотрималися вимог проходження курсу, отримали можливість пройти стажування у Верховній Раді України.
- Впровадження таких форматів, як розмовні та дискусійні клуби, кінопокази, курси.
- Відкриття осередків у Львові, Харкові, Одесі та Кременчуці.

##### 2017 рік:
- Проведення Всеукраїнських заходів «Сотник»[6], «Сучасні медіа для національно-патріотичного виховання»[7][8] спільно з Міністерством молоді та спорту України, відділом національно-патріотичного виховання, Київською міською державної адміністрацією, Чернігівською обласною державною адміністрацією та Житомирською обласною державною адміністрацією, учасниками яких стали понад 100 громадських активістів молодіжних організацій з усієї України.
- Перемога у конкурсі «Громадський проєкт» від Київської міської державної адміністрації з проєктом «Простір «Освітня асамблея». Проведення регулярних заходів: лекцій, тренінгів, кінопоказів, ігор — у Голосіївському парку ім. М. Рильського.
- Відкриття осередків у Дніпрі, Вінниці.
- Партнерство у проведенні Міжнародного практикуму з технологій «Smart Techno-2017»;
- Участь представників організації у Міжвідомчій комісії з питань національно-патріотичного виховання.
- Курс “Репортажна журналістика” – репортери провідних українських видань навчали правильному написанню журналістських статей, виділенню головних моментів під час розповіді про події.
- Курс “Судова психологія”. Лектором курсу був американський науковець Джиммі Хілл. Окрім нових знань у галузі соціальної та кримінальної психології, слухачі підвищували знання англійської мови.

##### 2018 рік
- Підбиття підсумків трирічної діяльності — проведення понад 420 заходів, які відвідали більше ніж 10000 осіб;
- «Курс корисної журналістики» – навчання текстової та відеожурналістики. Найкращі студенти пройшли стажування у Всеукраїнських медіа, а дехто був працевлаштований;
- Resilience League Summer School 2018 [9] – 2018 – Міжнародна школа з інформаційної безпеки та національно-патріотичного виховання – спільно з ICDS (Естонія), NCDSA (Естонія) та ProCom (Україна) за підтримки Мінмолодьспорту;
- Початок представництва у Громадській раді при Міністерстві освіти і науки України;
- Всеукраїнський проєкт «Правосвідомість і НПВ»[10] спільно з Національним центром правозахисту за підтримки Мінмолодьспорту;
- Розробка гри «Холодний Яр. Інша історія»[11] спільно з Ukrainian Military Honour за підтримки Мінмолодьспорту;
- Безстроковий проєкт «Освітній простір для молоді»[12] –  допомога молодим громадським організаціям та ініціативам (організація заходів, планування кампаній);
- Початок проєкту «Школа порятунку життя» – навчання найбільш мотивованих студентів київських університетів домедичній допомозі спільно з 44 Навчальним центром;
- «English for warriors» – курси англійської мови для бійців АТО;
- Проєкт «proМова» – проєкт, спрямований на популяризацію української мови;
- Проєкт «#пишаюся_українцями» – спрямований на популяризацію видатних українців;
- Курс «Комп’ютерне моделювання меблів»[13] для поранених бійців АТО;

##### 2019 рік
- Курс копірайтингу – 2019 – найкращі випускники пройшли стажування;
- Проєкт "Ліга стійкості: Міжнародна школа з інформаційної безпеки та національно-патріотичного виховання"[14], учасниками якого стали представники ЗМІ та інститутів громадянського суспільства. За організацію цього проєкту зазнали інформаційних атак від проросійських ЗМІ;
- Відкриття осередків у Чернігові та Житомирі;
- Продовження проєктів "#пишаюся_українцями", психологічної та соціальної реабілітації бійців АТО.
- Школа лідерства та громадянської свідомості НАУ спільно з ВГО Молодий Народний Рух, Студреакція, Інститутом новітніх технологій та лідерства Національного авіаційного університету.

##### 2020 рік
- Проведення онлайн-заходів. Як зазначали волонтери, до прямих ефірів долучалися глядачі з різних міст України та країн світу (США, Франція, Бельгія, Польща тощо).
- Проєкт "Академія стратегічних комунікацій"[15], учасниками якого стали діючі військовослужбовці, представники ЗМІ, державні службовці та представники інститутів громадянського суспільства.
- Започатковано проєкт Skynet – присвячений новинкам у світі технологій, робототехніки. Реалізується дотепер.
- Започатковано проєкт Видатні українці – присвячений видатним українцям, якими (як заявляють автори) варто пишатися. Реалізується дотепер.

## Відомі лектори «Освітньої асамблеї»
1. Віктор Андрусів
2. Володимир Нестеренко («Адольфич»)
3. Юрій Колесніков
4. Іван Пономаренко
5. Микола Ляхович
6. Максим Опанасенко та Марія Землянська («Слідство.Інфо»)
7. Володимир Дубровський
8. Роман Коваль
9. Ганна Бондар
10. Олександр Доній
11. Майкл Щур
12. Вікторія Войціцька
13. Єгор Соболєв
14. Олексій Горбунов
15. Роман Сініцин
16. Ольга Руднєва
17. Євген Магда[16]
18. Яніна Соколова
19. Роман Грищук
20. Віктор Мороз
21. Наталія Фещик
22. Олексій Арестович
23. Роман Скрипін
24. Аркадій Бабченко
25. Ілларіон Павлюк
26. Дмитро Корчинський
27. Севгіль Мусаєва
28. Михайло Макарук
29. Євгеній Вольнов
30. Євген Валерійович Карась
31. Джейсон Джей Смарт
32. Євген Васильович Карась
33. Мстислав Чернов
34. Володимир Жемчугов
35. Глен Грант
36. Тамара Горіха Зерня
37. Андрій Зелінський
38. Олексій Василюк
39. Віталій Коломієць

## Фінансування Освітньої асамблеї
Організація існує завдяки благодійним пожертвам. Освітня асамблея реалізує проєкти спільно з державними органами: Міністерством молоді та спорту України, Київською міською державною адміністрацією. Також надає послуги для забезпечення діяльності.

## Співпраця
З липня 2015 року «Освітня асамблея» співпрацює з відділом національно-патріотичного виховання Міністерства молоді та спорту України.
Під час проведення лекцій та курсів залучалися підтримкою лекторів з КНУ ім. Т. Шевченка, "Радіо Свобода", "Слідство.Інфо", Gazeta.UA, Міністерства освіти і науки України та ін.
Співпрацювали з 44 Навчальним центром, AEGEE, AISEC, WWF, Голосіївською РДА.

## Осередки в інших містах
«Освітня асамблея», крім головного відділу в Києві, має осередки у Львові, Луцьку, Чернігові.